# El Paller de Tot l'Any
El Paller de Tot l'Any és un monòlit situat a la carena del Camí Ral, una de les carenes que fan de contrafort de la serra de l'Obac per la banda de ponent. El cim té una elevació màxima de 817,2 m i és un dels més emblemàtics en el conjunt de la serra de l'Obac. Es troba al límit termener entre els municipis de Rellinars i Vacarisses, al Vallès Occidental.
És dins del límit del Parc Natural de Sant Llorenç del Munt i l'Obac, creat el 1972. Des del 2000 també forma part de l'Inventari d'espais d'interès geològic de Catalunya inventariat com espai d'interès geològic en el conjunt de la geozona Sant Llorenç del Munt i l'Obac, la qual forma part del parc natural majoritàriament.

## Situació

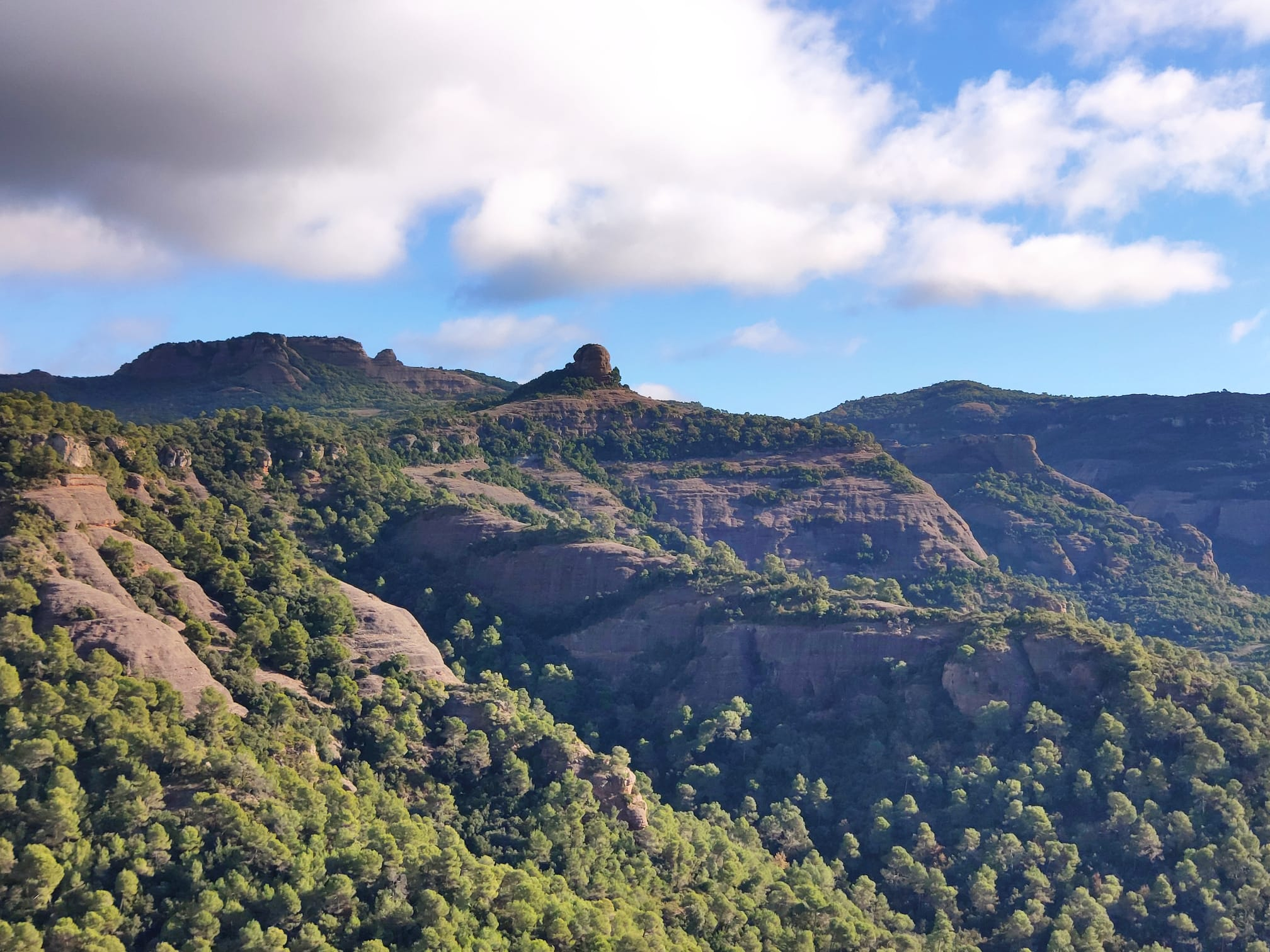
El Paller de Tot l'any vist des del castell de Bocs. Al fons a l'esquerra hi ha Castellsapera, al fons a la dreta, el turó de la Carlina, i just a sota seu, la Roca Salvatge.

El Paller de Tot l'Any és a l'extrem est de la carena del Camí Ral, separat de la serra de l'Obac per poc més d'1 km, a la qual s'hi uneix on es troba el monòlit de Castellsapera (939,3 m) a través del collet Gran (759,5 m). També a la carena del Camí Ral, a 1,4 km a l'oest hi ha el monòlit de castell de Bocs (661,7 m) i a uns 560 m al sud-est hi ha el monòlit de la Roca Salvatge (776,6 m).
Al vessant nord del Paller de Tot l'Any, i resseguint en paral·lel la carena del Camí Ral, hi ha el torrent de la Font de la Cansalada. Al vessant sud, també en paral·lel a la carena del Camí Ral, hi ha el torrent de la Saiola. Ambdós torrents són afluents del riu Llobregat. A banda i banda del Paller de Tot l'Any hi ha dos torrents que desemboquen al torrent de la Saiola: a la banda oest, el torrent del Lladre, i a la banda est, la canal de la Calcina.
Administrativament, fa de frontera entre els termes municipals de Rellinars (situat a l'extrem est del terme) i Vacarisses (al sector nord del terme).

## Toponímia
El Paller de Tot l'Any rep aquest nom degut a la forma que té la seva agulla, semblant a un paller. També té altres noms com «el Paller de l'Obac» o «el Muronell».